# Lodolaio
I lodolai sono dei piccoli uccelli rapaci del genere Falco. Hanno ali molto lunghe, strette, appuntite, che durante il volo vengono arcuate a forma di falce; la coda è piuttosto corta.

## Biologia
I territori preferiti dai lodolai sono quelli che presentano una notevole varietà di paesaggi, con boschi di alberi annosi che si alternano a radure aperte, possibilmente inframmezzati qua e là anche da stagni o laghetti: in un simile ambiente i lodolai trovano cibo in abbondanza e luoghi adatti alla nidificazione. Cacciano esclusivamente animali in volo, ad esempio piccoli uccelli, ma soprattutto insetti, che catturano dopo un veloce inseguimento. Rondini, allodole (da cui il nome di lodolai) e balestrucci costituiscono circa i due terzi della totalità degli uccelli uccisi; tra gli insetti cacciano in prevalenza libellule e coleotteri, che afferrano al volo e inghiottono, dopo averli privati all'istante delle ali e del rivestimento chitinoso. In estate avanzata è facile vedere una grande quantità di lodolai in prossimità di stagni circondati di boschi; verso sera essi danno la caccia in gruppo alle libellule, presenti in fitte schiere sulla superficie dell'acqua.

## Riproduzione
Il lodolaio eurasiatico è un tipico migratore, e fa ritorno in patria solo in aprile o in maggio; pertanto il periodo della riproduzione ha un inizio molto ritardato, e si verifica generalmente ai primi di giugno. Anche questo falco depone le uova all'interno dei vecchi nidi di altri uccelli. La durata dell'allevamento dei piccoli è condizionata alla disponibilità di insetti presenti nel territorio; non appena i figli sono in grado di volare, vengono addestrati alla caccia dai genitori, che applicano un metodo analogo a quello usato dai falchi pellegrini. Quando i piccoli hanno raggiunto la piena autosufficienza, la famiglia si pone in viaggio per raggiungere i quartieri di svernamento, situati nell'Africa sud-orientale e nell'Asia meridionale.

## Specie
- Falco fuligginoso (Falco concolor)
- Lodolaio africano (Falco cuvierii)
- Falco della regina (Falco eleonorae)
- Lodolaio australiano (Falco longipennis)
- Lodolaio orientale (Falco severus)
- Lodolaio eurasiatico (Falco subbuteo)